# Nikolaj Knjznov
Nikolaj Aleksandrovitj Knjznov, ryska: Николай Александрович Кныжов, född 20 mars 1998, är en rysk professionell ishockeyback som spelar för San Jose Sharks i National Hockey League (NHL). Han har tidigare spelat för SKA Sankt Petersburg i Kontinental Hockey League (KHL); San Jose Barracuda i American Hockey League (AHL); SKA-Neva i Vyssjaja chokkejnaja liga (VHL); Regina Pats i Western Hockey League (WHL); SKA-Serebrjanye Lvy och SKA-Varjagi i Molodjozjnaja chokkejnaja liga (MHL) samt Springfield Jr. Blues och Austin Bruins i North American Hockey League (NAHL).
Knjznov blev aldrig NHL-draftad.

## Statistik
| 2013–2014   | Phoenix Firebirds U16 | NAPHL       | 17 | 3 | 2  | 5  | 30 | 4  | 1 | 1 | 2 | 18 |
|             | Phoenix Firebirds U18 | NAPHL       | 8  | 0 | 1  | 1  | 14 | —  | — | — | — | —  |
| 2014–2015   | Phoenix Firebirds U16 | T1EHL       | 24 | 1 | 3  | 4  | 16 | 4  | 1 | 1 | 2 | 0  |
| 2015–2016   | Regina Pats           | WHL         | 19 | 0 | 1  | 1  | 8  | —  | — | — | — | —  |
|             | Springfield Jr. Blues | NAHL        | 17 | 0 | 3  | 3  | 8  | —  | — | — | — | —  |
| 2016–2017   | Austin Bruins         | NAHL        | 4  | 0 | 0  | 0  | 0  | —  | — | — | — | —  |
|             | SKA-Serebrjanye Lvy   | MHL         | 41 | 1 | 7  | 8  | 24 | —  | — | — | — | —  |
| 2017–2018   | SKA-Neva              | VHL         | 33 | 2 | 4  | 6  | 16 | 12 | 0 | 1 | 1 | 2  |
|             | SKA-Serebrjanye Lvy   | MHL         | 9  | 1 | 5  | 6  | 10 | —  | — | — | — | —  |
| 2018–2019   | SKA Sankt Petersburg  | KHL         | 3  | 0 | 0  | 0  | 0  | —  | — | — | — | —  |
|             | SKA-Neva              | VHL         | 46 | 1 | 4  | 5  | 22 | 11 | 0 | 1 | 1 | 4  |
|             | SKA-Varjagi           | MHL         | 4  | 0 | 4  | 4  | 4  | —  | — | — | — | —  |
| 2019–2020   | San Jose Sharks       | NHL         | 3  | 0 | 0  | 0  | 2  | —  | — | — | — | —  |
|             | San Jose Barracuda    | AHL         | 33 | 1 | 4  | 5  | 22 | —  | — | — | — | —  |
| 2020–2021   | San Jose Sharks       | NHL         | 50 | 2 | 7  | 9  | 39 | —  | — | — | — | —  |
| NHL totalt  | NHL totalt            | NHL totalt  | 51 | 2 | 7  | 9  | 41 | —  | — | — | — | —  |
| KHL totalt  | KHL totalt            | KHL totalt  | 3  | 0 | 0  | 0  | 0  | —  | — | — | — | —  |
| VHL totalt  | VHL totalt            | VHL totalt  | 79 | 3 | 8  | 11 | 38 | 23 | 0 | 2 | 2 | 6  |
| MHL totalt  | MHL totalt            | MHL totalt  | 54 | 2 | 16 | 18 | 38 | —  | — | — | — | —  |
| NAHL totalt | NAHL totalt           | NAHL totalt | 21 | 0 | 3  | 3  | 8  | —  | — | — | — | —  |

### Internationellt
| Källa: Uppdaterad: 2020-03-08 | Källa: Uppdaterad: 2020-03-08 | Källa: Uppdaterad: 2020-03-08 |         | Utv = Utvisningsminuter | Utv = Utvisningsminuter | Utv = Utvisningsminuter | Utv = Utvisningsminuter | Utv = Utvisningsminuter |
| År                            | Lag                           | Mästerskap                    | Matcher | Mål                     | Assists                 | Poäng                   | Utv                     |                         |
| ----------------------------- | ----------------------------- | ----------------------------- | ------- | ----------------------- | ----------------------- | ----------------------- | ----------------------- | ----------------------- |
| 2018                          | Ryssland                      | JVM                           | 5       | 0                       | 0                       | 0                       | 0                       |                         |
| Junior totalt                 | Junior totalt                 | Junior totalt                 | 5       | 0                       | 0                       | 0                       | 0                       |                         |